# Tubo de timpanostomía

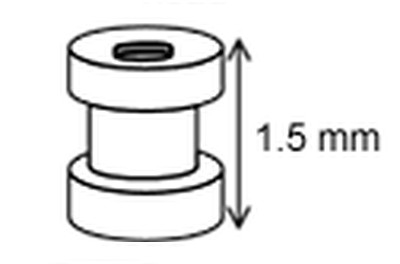
tubo transtimpánico

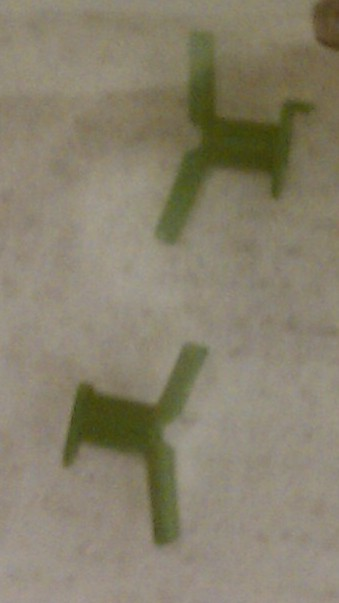
Drenaje transtimpánico

Un  tubo de timpanostomia  o  drenaje transtimpánico  o  diábolo es un pequeño dispositivo que se inserta en la membrana timpánica para permitir la ventilación del oído medio y poder drenar así los líquidos que se acumulan dentro de ella. El objeto tiene la forma de un pequeño rodillo parecida a la "rueda Malabar" de tipo diábolo, una forma que le permite mantenerse firme con la membrana del tímpano. La cirugía en la que se implanta un drenaje de timpanostomia es una paracentesis.
El  drenaje transtimpánico  sirve para ventilar el oído medio cuando la trompa de Eustaquio no cumple su función. Su inserción permite el secado de las secreciones patológicas y la curación de la mucosa. Se utiliza en el tratamiento de la otitis media aguda repetitiva.